# Filip Arežina
Filip Arežina (Uskoplje, 8. studenoga 1992.), bosanskohercegovački nogometaš i bivši reprezentativac.

## Karijera

### Klupska karijera
Nogometom se počeo baviti u omladinskoj školi Sloge iz rodnog Uskoplja. Nakon samo pola godine igranja za seniorsku momčad Sloge tijekom siječanjskog prijelaznog roka 2011. godine prelazi u bh. premijerligaša HŠK Zrinjski Mostar. Sa Zrinjskim je potpisao petogodišnji profesionalni ugovor. Za Zrinjski je debitirao 28. svibnja 2011. u ligaškoj utakmici protiv Drine iz Zvornika kod trenera Slavena Muse. Svoj prvi pogodak za Zrinjski postigao je u 12. prvenstvenom kolu sezone 2012./13. u utakmici protiv Gradine, tada je postigao još jedan pogodak za pobjedu svoje momčadi od 2:0. Tijekom ljetnih priprema za sezonu 2013./14. suspendiran je od strane kluba, te poslije toga više nije zaigrao za momčad Zrinjskog.
Dana 20. prosinca 2013. objavljeno je da Arežina postaje novi igrač sarajevskog premjerligaša Olimpica U Olimipcu se zadržao samo pola godine, te krajem ljeta prelazi u hrvatskog drugoligaša NK Rudeš. Za Rudeš debitira pogotkom početkom rujna na utakmici s Goricom (2:2). Početkom 2015. prelazi u prvoligaški Rudar Prijedor s kojim osvaja Prvu ligu RS i ostvaruje plasman u Premijer ligu. U zimskom prijelaznom roku 2015./16. vraća se u Zrinjski s kojim postaje prvak države. 
Početkom rujna 2016. prelazi u poljskog drugoligaša GKS Tychy. U Poljskoj se zadržava kratko te se vraća u Premijer ligu, u Mladost iz Doboj-Kaknja. U sezoni 2018./19. slijedi kratka epizoda u sarajevskom premijerligašu Željezničaru. U prvom dijelu sezone 2019./20. igrao je za zagrebačku Lokomotivu, a od prosinca 2019. do lipnja 2020. bio je član Tuzla Cityja. Nakona toga treći put postaje igrač Zrinjskog. Početkom 2023. prelazi u zenički Čelik.

### Reprezentativna karijera
Za reprezentaciju BiH do 21 godine debitirao je 14. studenog 2012. u prijateljskoj utakmici s Poljskom (0:0). Na revijalnoj utakmici između seniorske i mlade reprezentacije BiH postigao je pogodak u porazu mladih od 2:1.
Za A reprezentaciju BiH debitirao je 7. lipnja 2016. na Kirin kupu protiv Japana.

## Vanjske poveznice
- Profil na transfermarkt.de (njem.)